# Eudonia achlya
Eudonia achlya är en fjärilsart som beskrevs av Clarke 1986. Eudonia achlya ingår i släktet Eudonia och familjen Crambidae. Inga underarter finns listade i Catalogue of Life.